# Camino del Andaluz y Ruta 84
Camino del Andaluz y Ruta 84 és una població de l'Uruguai ubicada al sud-oest del departament de Canelones.

## Geografia
Camino del Andaluz y Ruta 84 («Camí de l'Andalús i Ruta 84») es troba al sud-oest del departament de Canelones, dins el sector 16. Limita al sud amb el departament de Montevideo, al nord-oest s'ubica Toledo, al nord-est Joaquín Suárez, i a l'est el Camino Maldonado.

## Infraestructura
Com el seu nom indica, té accés per la ruta 84.

## Població
Segons les dades del cens de 2004, Camino del Andaluz y Ruta 84 tenia 7.145 habitants.
| Any  | Població |
| ---- | -------- |
| 1963 | -        |
| 1975 | -        |
| 1985 | 5.635    |
| 1996 | 7.192    |
| 2004 | 7.145    |

Font: Institut Nacional d'Estadística de l'Uruguai